# Bertagni
Bertagni è un'azienda alimentare italiana fondata a Bologna nel 1882 da Luigi Bertagni.

## Storia

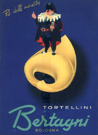
Locandina Balanzone.

La nascita del pastificio Bertagni avviene nel 1882 nella bottega di Luigi Bertagni a Bologna.
Luigi Bertagni, con i fratelli Ferdinando e Oreste, oltre a produrre buoni tortellini freschi studia un metodo per poterli confezionare e conservare più a lungo, dando così impulso all'attività.

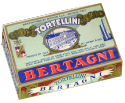
Scatolina tortellini.

Grazie all'intraprendenza dei Fratelli Bertagni i loro tortellini si fanno apprezzare in Italia e all'estero.
Lo testimoniano tra l'altro le fiere alle quali i fratelli Bertagni partecipano, aggiudicandosi la medaglia di bronzo all'Esposizione universale di Parigi del 1889 e il Gran Diploma alla Fiera di Chicago nel 1894, la medaglia d'oro alla Fiera di St Louis nel 1904.
L'azienda si ingrandisce fino a diventare nei primi decenni del secolo una realtà industriale riconosciuta: ecco come la Guida commerciale di Bologna del 1914 parla della Bertagni:
“I tortellini bolognesi la cui fama ha valicato i mari, sono giudicati da tutti i buongustai dell'Urbe come il non plus ultra delle minestre! Ed è la ditta bolognese F.O. Fratelli Bertagni che detiene assolutamente il primato di questa fabbricazione, facendone un'esportazione mondiale.(…)
La produzione della Ditta Bertagni non si limita ai soli tortellini, bensì raggiunge qualsiasi altro genere di paste alimentari.”(...)
Il critico gastronomico americano Corby Kummer nel luglio 1986 afferma sulla rivista The Atlantic Monthly: le specialità di pasta fresca Bertagni sono eccellenti (...) e sono la cosa più vicina all'avere un pastificio sotto casa.
Da allora i tortellini Bertagni attraversano tutta la storia d'Italia del '900. Nel 1972 la famiglia Bertagni cede il marchio e lo stabilimento di San Lazzaro di Savena alla Fioravanti. Nel 1996 la storica fabbrica verrà chiusa a causa di una caduta dei volumi lavorativi e della sempre più pressante espansione di concorrenti quali Giovanni Rana, i quali conquistano grosse fette di mercato grazie ad un crescente ricorso alla pubblicità. Il marchio Bertagni 1882 viene in seguito riesumato per l'altro stabilimento ex-Fioravanti presente ad Arcugnano, che viene rilanciato portando le sue specialità di pasta ripiena sulle tavole di tutto il mondo.
La famiglia Bertagni, dopo avere anche contribuito alla fondazione della Alibert a Preganziol, tornerà nel business della pasta ripiena nel 2001, rilevando le quote del Pastificio Bolognese di Castenaso.
Il marchio Bertagni fu sponsor del Bologna nella stagione di Serie B 1982-1983.